# Pegoplata fulva
Pegoplata fulva är en tvåvingeart som först beskrevs av Malloch 1934.  Pegoplata fulva ingår i släktet Pegoplata och familjen blomsterflugor. Inga underarter finns listade i Catalogue of Life.